# Домогосподар
Домогосподар — «домовласник; застаріле глава селянського дому, господарства». «Домовласник» застаріло переважно внаслідок колективізації. Лексема походить з часів феодалізму. Частина словоутворення зводиться до індоєвропейського за походженням слова domЪ «дім». 
З VII століття в Європі склалася феодальна система феодалів і васалів. Переважна більшість фермерів потрапляє в залежність від феодала, віддаючи землю у власність феодалові в обмін на працю і захист. Деякі фермери (домовдасники) продовжують боронитися, а інші — залишають свою землю і починають орендувати землю у феодала. Наприклад, первісно «челядь» означало сім'я, і влада домовладики суспільства над дітьми часто була безмежною і включала право на їх життя. У збірному значенні челядь означало населення феодальної вотчини у давньоруській державі, що перебувало в різних формах залежності від феодала (холопи, закупи, смерди та ін.)».

## Домогосподар (землеробство). Історія
Це власник садиби, маєтку, або це є терміном найменших сільськогосподарських земель. У XIV столітті домогосподарями були дідичі (спадкові землевласники), тимчасовими орендарями — вотчинники і поміщики. Термін "домогосподар" може частково посилатися на сільських жителів, які орендували менші сільськогосподарські одиниці, а згодом позначатиме власників хати, які не мали поля, але мали невеликі земельні наділи, а також одноосібних власників землі. Існував також титул "Господар". Господарство часто мало характер доповнення до сюзеренної влади феодалів і могло включати садівництво, роботу в хліві та молотьбу, пішу панщину (без обовязку ставити до роботи й свою худобу). 
Басараби — династія господарів Валахії впродовж XIV-XVII ст.
Енгельгардти — німецький балтійський поміщицький рід. Т.Г.Шевченко був кріпаком в свого пана Енгельгардта Павла Васильовича, котрий 1832 року законтрактував Шевченка на чотири роки Ширяєву. Щоб з землі свого пана де-небудь відійти чи піти на науку, на все те треба було панського дозволу.
Селяни перебували в особистій та економісній залежності від феодалів, хоча й мали власні господарства, але не мали права вільно володіти ними, а повинні були платити ренту феодалові.

#### В інших народів
«Бонди» (в Скандинавії) — домогосподаря; потім, коли виникла відмінність між жителями міста і сільської місцевості, він став застосовуватися до селян, на відміну від містян (boeiar menn). Однак в пам'ятках ХІІ-ХІІІ століть бондом звичайно називається не кожний сільський житель, а тільки домогосподар, власник маєтку, голова сім'ї, на відміну від людини, позбавленої земельної власності або власного житла (emleypr madr).

### Домогосподарства за аграрними формами
- Садиба
- Дворище
- Земля для присадибних ділянок (в тому числі халупників — назва на позначення дрібного фермера, який був власником хати, не мали поля, але мали невеликі земельні наділи.)
- Спадкові землевласники
- Домінія

### Домогосподарі під час другої аграрної реформи
Російське сільське господарство спочатку базувалося на селянському кріпацтві — на селянсько-кріпосницькому праві. 
Цар Олександром II скасував кріпосне право в 1861 році (селянська реформа початку 1960-х років), але звільнені селяни не мали економічних можливостей покинути землю, до якої вони були прикріплені кріпосним правом.
Щоб змінити традиційну форму російського сільського господарства — колективну общинну форму землеробства, потрібно було вирішити проблеми, спричинені попередньою реформою 1861 року: неефективне общинне землеволодіння, несумісне з інтенсивною системою землеробства, малоземелля (за винятком використання основної на той час трипільної системи землеробства), черезсмужжя, дальноземелля, вузькоземелля, довгоземелля та численні земельні сервітути, які перешкоджали ефективному використанню землі (наприклад сервітути випасання худоби по парі та стерні), надмірна кількість  громадських пасовищ (використовувалися менш ефективно, ніж приватні) тощо була покликана нова земельна реформа, яка згодом отримає назву аграрна реформа П.А. Столипіна. Столипін намагався скасувати російську систему общинного миру, щоб запобігти радикалізації селян і таким чином приборкати політичні заворушення, які призвели до революції 1905 року. Більшість здійснених реформ ґрунтувалися на рекомендаціях Комітету, відомого як «Особлива конференція для потреб сільськогосподарської промисловості», який у Росії з 1901 по 1903 рік очолював міністр фінансів Сергія Вітте. 
Реалізація змін у правовому статусі селян, запроваджених законодавством 1906 року, відповідно до вимог ринкової економіки, зумовила необхідність удосконалення раніше прийнятих правових норм, які гальмували економічний прогрес. Зміни в регулюванні аграрного сектору в Російській імперії, відомі як Столипінська реформа, були покликані усунути ці недоліки землекористування шляхом полегшення виходу з общини, заохочення селян до купівлі та оренди землі, сприяння переселенню та інших заходів.
4 березня 1906 року було видано Указ про організацію землеустрою та створено Комітет із землеустрою, губернські та повітові землевпорядні комісії. Комісії мали допомагати селянам у придбанні землі через Селянський банк, продавати та здавати в оренду селянам казенні землі, сприяти переселенню на казенні землі в Азіатську Росію, сприяти поліпшенню землекористування селян, допомагати у ліквідації  черезсмужжя. Комісії складалися з 6 виборних і 7-10 призначених членів (чиновників). Було сворено Комітет із Землевпорядних Справ. 
Способи зміни землекористування були визначені в наказі Комітету землевпорядним комісіям від 19 вересня 1906 року, який передбачав розділ землі між селянами, об'єднаними в одну громаду; поділі  земель між частинами поселень; виділення земель для переселення; виділ земель окремим домогосподарям; повний поділ земель сільських общин на хутірські (ділянки із садибою) та відрубні (ділянки без садиби) ділянки; розділ загальних угідь. Реформується система підготовки землевпорядних кадрів, значно збільшується кількість землемірних училищ, здійснюється технічне переоснащення землевпорядної служби.
Згідно з Указом від 9 листопада 1906 року «Про доповнення деяких постанов діючого Закону, що торкається селянського землеволодіння й землекористування», розробленим П.А. Столипіним і підписаним царем Миколою II, аграрна реформа включала три категорії заходів: виділення селян з общини і передачу їм землі у приватну власність, створення хутірських і відрубних господарств, а також переселенську політику. Реалізація цих заходів була тісно пов'язана з діяльністю Селянського банку, кооперативним рухом, орендними відносинами на селі, агрокультурою тощо.
Цей указ вніс зміни до законодавства про спільну землю та спільне майно 1861 року. Він дозволив кожному домогосподарю перевести у власність ділянки общинної землі, які раніше перебували в його постійному володінні. Ті, хто закріплював "надлишок", повинні були сплатити общині ціну землі, встановлену реформою 1861 року. Крім того, будь-який домогосподар, який закріпив за собою приватну власність общинної землі, мав право в будь-який час вимагати від общини відповідну ділянку землі, зведеної до одного місця (об'єднаної  в єдине ціле; тобто хутори та відруби). Перехід всієї громади на ділянку (хутір або відруб) вимагав схвалення більшості (двох третин) селян з правом голосу.  Такою була суть основного закону, який запроваджував нову аграрну політику царського уряду.

### Домогосподарство після аграрних форм
Як наслідок, аграрна реформа П.А. Столипіна призвела насамперед до швидкого розшарування селянства Лівобережної України, появи значної кількості люмпенів-пролетарів на селі та різкого зростання ненависті до поміщиків. Селянство Полтавської, Чернігівської та Харківської губерній характеризувалося тим, що їхні господарства мали подвірний характер, через що вони неохоче переходили на хутори; позитивною рисою була передача землі у приватну власність, якою вони могли вільно розпоряджатися. Переселенська політика призвела до економічного розвитку Уралу, Сибіру та Далекого Сходу та зубожіння селян Лівобережжя, які повернулися додому.

### 20 століття (після 1920). Радянський період
Столипінські реформи були скасовані у 1920-х роках, коли до влади прийшли більшовики. Держава забрала землю, що належала селянам, а сільськогосподарське виробництво мало здійснюватися в колгоспах. Незалежних селян, куркулів, переслідували і часто страчували. Володимир Ленін і російські та українські соціалістичні партії, які захищали сільський пролетаріат, різко критикували столипінську реформу.
З 1930-х до початку 1950-х років фактичне скасування паспортної системи в сільській місцевості та заборона колгоспникам залишати свої ділянки в Радянському Союзі фактично призвели до прикріплення селян до землі як обов'язкової умови для виконання так званих трудоднів.

## Звичні слова з новим змістом. Домогосподарі в 21 столітті
Починаючи з двадцятого століття, термін домогосподар використовується як синонім терміну домогосподиня для позначення особи, яка веде (сімейне) господарство.
Назва "домогосподар" може позначати просто учасника, члена (номен; відносно довільна "етикетка", конвенційно "прикріплена" фахівцями у відповідній галузі знання) домогосподарства для цілей економічного аналізу, або ж термін може позначати власника господарства — домогосподаря — власника домогосподарства у випадках, коли правова сфера співпадає з важливими рисами вмісту поняття домогосподарство (у випадку домогосподарства, що здійснює сільськогосподарську діяльність, наприклад; тобто, це сімейна ферма).
Терміни домоволодіння і домогосподарство належать до терміносистем різних галузей знання й суспільного життя, мають різне значення і тому не є взаємозамінними: перший відноситься до правової сфери, другий — до економічної.
Словник української мови в 11 томах (Інститут мовознавства АН УРСР, за ред. І.К. Білодіда. — К.: Наукова думка, 1970—1980) зазначає, що «домогосподарка» — це «Жінка, яка веде домашнє господарство і не працює на якомусь підприємстві або в якійсь установі; домашня господарка».
Великий тлумачний словник сучасної української мови (Київ, 2012, стор.: 245) зазначає, що «домогосподарка — Господиня дому, яка веде домашнє господарство і не зайнята якою-небудь оплачуваною роботою».
З економічних та ідеологічних причин радянська фінансова наука взагалі не розглядала феномен домогосподарства. Відсутність глобальних ринкових відносин робила непотрібним розгляд домогосподарств як суб'єктів ринкових відносин, а рішення, що приймалися домогосподарствами, були практично незалежними від економічних параметрів.
У загальномовному тлумачному «Словнику української мови» в 11 томах» цеслово не подавалось. У вітчизняній економічній літературі існують різні тлумачення домогосподарств.
Сільське господарство є провідним сектором економіки. У нинішніх умовах питання реформування аграрного господарства в Україні постало на новому, більш цивілізованому рівні, що вимагає політичної волі законодавців. Україна вже приватизувала свій аграрний сектор, перебуває в процесі запровадження ринку землі, і все ще залишається багато невирішених питань щодо ефективної реалізації права приватної власності на землю через запровадження ринку землі та посилення ролі фермерів у соціально-економічному та політичному житті України. В правовій свідомості українського суспільства, поглядах певних політичних сил існують сумніви щодо правомірності надання землі статусу товару.